# Reiner Fuellmich
Reiner Fuellmich, né en 1958 à Brême, est un avocat allemand, connu pour son opposition aux mesures de lutte contre la pandémie de Covid-19. 

## Biographie
En 2009, le cabinet d'avocats de Fuellmich a été classé parmi les 20 premiers cabinets d'avocats pour la protection des investisseurs en Allemagne.

### Covid-19
Durant la crise du coronavirus il s'est fait plus largement connaître en prétendant organiser un procès qu'il qualifie de « Nuremberg 2.0 » contre les mesures sanitaires. Il offre aux entreprises la possibilité de se joindre à une action collective aux États-Unis, ce qui lui permet de collecter des honoraires.
Il diffuse en outre de fausses informations sur la pandémie (lesquelles circulent au-delà des frontières allemandes), affirmant par exemple qu'elle ne cause pas de surmortalité ou que le port du masque est inutile,.
En octobre 2022, Viviane Fischer et Reiner Fuellmich, tous deux organisateurs de l'action de groupe « Nuremberg 2.0 », s'accusent mutuellement d'avoir profité personnellement de la cagnotte dédiée à l'organisation du procès.
Il est arrêté en octobre 2023 dans le cadre d'accusations d'abus de confiance et de détournement de fonds à hauteur de plus d'un million d'euros. En avril 2025, il est condamné à 3 ans et neuf mois de prison.